# 311
El 311 (CCCXI) fou un any comú començat en dilluns del calendari julià.

## Esdeveniments
- Cisma pel donatisme a l'església africana.[1]
- Comença el període dels Setze Regnes a la Xina.[2]